# Mortal Kombat (film 1995)
Mortal Kombat – amerykański film akcji z 1995 roku w reżyserii Paula W.S. Andersona. Oparty został na grze komputerowej o tym samym tytule.

## Obsada
- Robin Shou – Liu Kang
- Bridgette Wilson – Sonya Blade
- Linden Ashby – Johnny Cage
- Christopher Lambert – Raiden
- Cary-Hiroyuki Tagawa – Shang Tsung
- Talisa Soto – Kitana
- Tom Woodruff Jr. – Goro
- Kevin Michael Richardson – Goro (głos)
- Trevor Goddard – Kano
- Kenneth Edwards – Art Lean
- Chris Casamassa – Scorpion
- Ed Boon – Scorpion (głos)
- François Petit – Sub-Zero
- Keith Cooke – Reptile
- Frank Welker –
  - Reptile (głos),
  - Shao Kahn (głos)
- Steven Ho – Chan Kang
- Hakim Alston – oponent Liu Kanga
- Peter Jason – Master Boyd
- Sandy Helberg – reżyser
- Gregory McKinney – Jax

## Fabuła
Reprezentacja ziemskich wojowników pod przywództwem Raidena musi stawić czoło postaciom z zaświatów podczas turnieju rozgrywanego na wyspie, będącej pomostem między dwoma światami.

## Odbiór
Mortal Kombat uzyskał wynik wynoszący 47% według serwisu Rotten Tomatoes. Średnią uzyskano na podstawie 38 recenzji.

## Zdjęcia
Zdjęcia realizowane były na terenie Stanów Zjednoczonych (Kalifornia) i Tajlandii.